# Amos Slaymaker
Amos Slaymaker (* 11. März 1755 in London Lands, Lancaster County, Province of Pennsylvania; † 12. Juni 1837 in Salisbury, Pennsylvania) war ein US-amerikanischer Politiker. In den Jahren 1814 und 1815 vertrat er den Bundesstaat Pennsylvania im US-Repräsentantenhaus.

## Werdegang
Amos Slaymaker erhielt nur eine eingeschränkte Schulausbildung und arbeitete danach zunächst in der Landwirtschaft. Später betrieb er ein Hotel an einer wichtigen Verkehrsstraße seiner Heimat. In der Folge wurde er Partner von Postkutschenlinien und verschiedenen Ladengeschäften. In den 1770er Jahren schloss er sich der amerikanischen Revolution an. Während des Unabhängigkeitskrieges war er Mitglied einer Truppe, die pro-britische Aktivitäten in Pennsylvania bekämpfte. Nach dem Krieg wurde er neben seinen anderen Tätigkeiten auch Friedensrichter in Salisbury. Außerdem war er in der Staatsmiliz aktiv. Politisch wurde er Mitglied der Ende der 1790er Jahre von Alexander Hamilton gegründeten Föderalistischen Partei. Zwischen 1806 und 1810 war er Bezirksrat im Lancaster County; in den Jahren 1810 und 1811 gehörte er dem Senat von Pennsylvania an.
Nach dem Rücktritt des Abgeordneten James Whitehill wurde Slaymaker bei der fälligen Nachwahl im dritten Wahlbezirk von Pennsylvania als dessen Nachfolger in das US-Repräsentantenhaus in Washington, D.C. gewählt, wo er am 11. Oktober 1814 sein neues Mandat antrat. Da er auf eine weitere Kandidatur verzichtete, konnte er bis zum 3. März 1815 nur die laufende Legislaturperiode im Kongress beenden. Nach seiner Zeit im US-Repräsentantenhaus setzte Amos Slaymaker seiner früheren Tätigkeiten fort. Er starb am 12. Juni 1837 in Salisbury.